# Rangpur
Pronunciação
Rangpur é uma cidade de Bangladesh, sendo a nona maior em número de população no país, com 323.000 habitantes. 